# Stadion Al Bayt
Stadion Al-Bayt (ar. استاد البيت latinično: Āstād āl-Bayt) nogometni je stadion u Al Khoru u Kataru, namijenjen za odigravanje utakmica Svjetskog nogometnog prvenstva 2022.
Jedan je od osam stadiona koji su izgrađeni/obnovljeni za Svjetsko prvenstvo te drugi najveći poslije stadiona Lusail.
Nalazi se na oko 48 kilometara od centra glavnog katarskog grada Dohe.

## Dizajn
Dizajn stadiona izradila je tvrtka Dar Al-Handasah 2014. godine.
Jedinstven je po svojoj golemoj šatorskoj strukturi koja pokriva cijeli stadion, koji je nazvan po "bayt al sha'aru", odnosno, upravo po šatorima koje su povijesno koristili nomadski narodi u Kataru i regiji. Šatori nomadskih plemena i obitelji u Kataru mogu se tako prepoznati po crnim prugama poput onih na vanjskom dijelu stadiona.
Također sadržava i luksuzne hotelske apartmane i sobe s balkonima s pogledom na teren.
Dizajn stadiona odaje počast prošlosti i sadašnjosti Katara, te je istodobno model zelenog razvoja i održivosti. Nakon završetka Svjetskog prvenstva očekuje se da će biti rekonfiguriran u stadion s 32 tisuće mjesta, a uklonjena sjedala biti donirana potrebitim zemljama ili ostavljena za infrastrukturu Azijskih igara 2030.

## Utakmice SP-a
| Datum              | Vrijeme   | Momčad br. 1 | Rezultat | Momčad br. 2 | Faza natjecanja | Posjećenost |
| ------------------ | --------- | ------------ | -------- | ------------ | --------------- | ----------- |
| 20. studenog 2022. | 17:00 SEV | Katar        | 0:2      | Ekvador      | Skupina A       | 67.372      |
| 23. studenog 2022. | 11:00 SEV | Maroko       | 0:0      | Hrvatska     | Skupina F       | 59.407      |
| 25. studenog 2022. | 20:00 SEV | Engleska     | 0:0      | SAD          | Skupina B       | 68.463      |
| 27. studenog 2022. | 20:00 SEV | Španjolska   | 1:1      | Njemačka     | Skupina E       | 68.895      |
| 29. studenog 2022. | 16:00 SEV | Nizozemska   | 2:0      | Katar        | Skupina A       | 66.784      |
| 1. prosinca 2022.  | 20:00 SEV | Kostarika    | 2:4      | Njemačka     | Skupina E       | 67.054      |
| 4. prosinca 2022.  | 20:00 SEV | Engleska     | 3:0      | Senegal      | Osmina finala   | 65.985      |
| 10. prosinca 2022. | 20:00 SEV | Engleska     | 1:2      | Francuska    | Četvrtfinale    | 68.895      |
| 14. prosinca 2022. | 20:00 SEV | Francuska    | 2:0      | Maroko       | Polufinale      | 68.294      |